# Бела Волентик
Бела Волентик (на унгарски: Volentik Béla) е унгарски футболист и треньор, водил националния отбор на България в периода 1962 – 1963 г. Двукратен шампион на Швейцария с отборите на Лугано и Лозана, финалист в турнира КНК като треньор на МТК Будапеща.

## Футболна кариера
Дебютира през 1924 г. в състава на Немзети. През 1927 г. изиграва единствения си мач за унгарския национален отбор, като играе при победата над Югославия с 3:0. Между 1929 и 1932 г. е играч на Уйпещ. С тима печели две поредни титли на Унгария (1930 и 1931 г.), а през 1930 г. тимът печели международния турнир Купа на нациите. Същата година изиграва 4 мача в Митропа, където Уйпещ достига до 1/4-финалите.
През 1932 г. заминава за Швейцария, където започва и треньорската му кариера. Той става играещ треньор в няколко клуба, като само през сезон 1935/36 се завръща в родината си в състава на Бочкаи.

## Треньорска кариера
Волентик е играещ треньор в Кройцлинген, Ла Шо де Фон и Санкт Гален, като само между 1936 и 1938 г. е треньор на Арау, без да е футболист на клуба. Очаква бутонките в Санкт Гален през 1939 г. и води тима до 1942 г. След това 4 години е начело на Йънг Бойс и през 1945 г. печели Купата на Швейцария.
След това печели два пъти първенството на страната – първо през 1949 г. с Лугано, а след това и през 1951 г. с Лозана. През 1953 г. поема националния отбор на Люксембург и го води в продължение на две години. Завръща се в родината си и през 1960 г. води отбора на Унгария на Олимпийските игри в Рим. Маджарите печелят бронзовите медали.
През януари 1963 г. е назначен за треньор на националния отбор на България с тандем с Георги Пачеджиев. Тандемът води „трикольорите“ при успеха на Португалия с 1:0 в квалификациите за Евро 1964 и в контрола с Алжир (1:2). След това Волентик води тима сам, като България преодолява Албания в олимпийските квалификации. В 1/16-финалите на европейските квалификации „лъвовете“ побеждават Франция с 1:0, но реваншът е загубен с 1:3. Това се оказва и последен мач за унгареца начело на тима, като след отпадането от квалификациите той е заменен от Рудолф Витлачил.
Волентик се завръща в Унгария, като извежда МТК Будапеща до финал в КНК. Отборът е далеч от битката за титлата в шампионата, но на европейската сцена се представя изненадващо добре и отстъпва единствено на Спортинг (Лисабон) (3:3 и 0:1).
През сезон 1966/67 е начело на Динамо Берлин.

## Успехи

### Като футболист
- Шампион на Унгария – 1929/30, 1930/31
- Купа на нациите – 1930

### Като треньор
- Шампион на Швейцария – 1948/49, 1950/51
- Купа на Швейцария – 1944/45